# Association Sportive Differdange
L'Association Sportive Differdange è stata una squadra di calcio lussemburghese con sede a Differdange. 

## Storia
Il club venne fondato nel 1921 e partecipa per la prima volta al massimo campionato lussemburghese nella stagione 1928-1929, partecipazione conclusasi con la retrocessione in cadetteria. Partecipò altre due volte alla massima divisione lussemburghese furono nella stagioni 1935-1936, 1937-1938 e 1939-1940.
Durante l'occupazione nazista del Lussemburgo il club assunse il nome di FK Rotstern Differdingen, ma cessò l'attività nel 1941, venendo rifondata nel 1944 e riprendendo la denominazione ufficiale.
Nel 1990 raggiunse la finale di Coppa del Lussemburgo, persa contro il Swift Hesperange.
Nel 2003 il club si fuse con i Red Boys Differdange per dare origine al Differdange 03.